# Koekelare
Koekelare és un municipi belga de la província de Flandes Occidental a la regió de Flandes. Durant l'antic règim pertanyia al Franconat de Bruges, el quartè membre dels Estats del comtat de Flandes

## Nuclis
| #      | Nom                               | Extensió (km²) | Població (01/01/2006) |
| ------ | --------------------------------- | -------------- | --------------------- |
| I (IV) | Koekelare - Koekelare - De Mokker | 28,45          | 6.870                 |
| II     | Bovekerke                         | 5,40           | 989                   |
| III    | Zande                             | 5,34           | 400                   |

Font: Ajuntament de Koekelare

## Evolució demogràfica
Font:NIS, www.westhoek.be i Ajuntament de Koekelare
Fusió 1971: Bovekerke i Zande (+1358 habitantss)

## Localització
- a. Handzame (Kortemark)
- b. Werken (Kortemark)
- c. Vladslo (Diksmuide)
- d. Leke (Diksmuide)

Mapa de Koekelare

- e. Sint-Pieters-Kapelle (Middelkerke)
- f. Zevekote (Gistel)
- g. Moere (Gistel)
- h. Eernegem (Ichtegem)
- i. Ichtegem (Ichtegem)